# Shirikiana Aina
Shirikiana Aina née le 9 septembre 1955 est une réalisatrice, directrice de la photographie, productrice et scénariste afro-américaine. Elle fait partie du renouveau du cinéma afro-américain et du mouvement L.A. Rebellion.     

## Biographie

### Enfance et formation
Shirikiana Aina est née le 9 septembre 1955 à Detroit. Elle étudie à l'Université Howard et obtient un baccalauréat universitaire (licence) en cinéma. Elle fréquente ensuite l'UCLA et obtient un Master of Arts en études cinématographiques africaines en 1982. Elle réalise Brick by Brick, un court métrage documentaire remarqué qui explore la gentrification des quartiers noirs et pauvres de Washington DC. 

### Carrière dans le cinéma
Elle est membre de L.A. Rebellion. Elle fonde Mypheduh Films, Inc., une société de distribution de films indépendants panafricains. La société a produit plusieurs longs métrages des cinéastes de L.A. Rebellion. Elle a également cofondé Negod Gwad Productions, une société de production de films à but non lucratif qui fournit un soutien aux cinéastes indépendants . Elle enseigne l'écriture de scénarios et la production de films à l'Université Howard. Elle est mariée au réalisateur Haile Gerima. 
En 1993, elle coproduit le film Sankofa dirigé par Haile Gerima et centré la traite négrière. Le film est présenté en sélection officielle en compétition à la 43e Berlinale. Le travail de Shirikiana Aina est principalement ancré dans le monde du film documentaire. En 1997, elle a filmé Through the Door of No Return, documentant son voyage au Ghana pour retrouver les traces de ses ancêtres. En 1998, elle fonde Sankofa Video, Books & Cafe à Washington .
Shirikiana Aina réalise en 2017, Footprints of Pan Africanism, un documentaire qui explore l'impact de l'indépendance du Ghana sur les mouvements politiques dans le monde. Dans une interview accordée au Festival international du film de Rotterdam, Shirikiana Aina déclare : « Le racisme et la supériorité des Blancs préfèrent se couper le nez ... plutôt que de voir le noir comme un être humain »  . 
Son prochain projet portera sur Stokely Carmichael et ses expériences en Afrique.

## Filmographie
- Brick by Brick, productrice, réalisatrice et scénariste, 37 min, 1982
- Sankofa, productrice, 124 min, 1993
- Through the Door of No Return, productrice, réalisatrice et scénariste, 80 min, 1997
- Footprints of Pan Africanism, productrice, réalisatrice et scénariste, 117 min, 2017